# Chất nền ngoại bào
Trong sinh học tế bào, sinh học phân tử và các lĩnh vực liên quan, extracellular trong thuật ngữ extracellular matrix (gọi là cấu trúc nền ECM - hay ma trận ngoại bào) có nghĩa là "bên ngoài tế bào". Cấu trúc nền này thường nằm bên ngoài màng plasma của tế bào. Thuật ngữ này được sử dụng để phân biệt với intracellular (nội bào - bên trong tế bào).
Cấu trúc nền là một tập hợp các phân tử bên ngoài tế bào nhằm nâng đỡ các tế bào xung quanh và hỗ trợ các hoạt động sinh hóa của tế bào. Bởi vì con người là sinh vật đa bào tiến hóa độc lập thành các cơ quan khác nhau, nên mỗi cơ quan trong cơ thể của người có ECM khác nhau như cấu trúc nền của da, cấu trúc nền của xương, cấu trúc nền của cơ...

## Tầm quan trọng của cấu trúc nền
Các nghiên cứu ở cấp độ sinh học phân tử cho thấy, cấu trúc nền (Extracellular Matrix- ECM) là kết cấu lớn nhất, quan trọng nhất nằm ở lớp bì của da, bao gồm các protein dạng sợi và proteoglycans. Chúng được sắp xếp, liên kết tạo thành "giá đỡ" vững chãi để nâng đỡ, giúp da đàn hồi, săn chắc, tái tạo và hàn gắn vết thương, duy trì độ ẩm, ngăn ngừa hình thành các nếp nhăn, hạn chế khô, sạm (1) (2).

## Thành phần của cấu trúc nền
Các protein dạng sợi, tổng hợp từ nguyên bào sợi, gồm có:

### Elastin
Giúp da co giãn, đàn hồi, không bị võng xuống, chảy sệ.

### Collagen
Tạo nên sự săn chắc cho da, là nơi để các tế bào mới đến "cư ngụ", giúp nhanh lành vết thương.

### Fibronectin
Đóng vai trò ổn định, gắn kết các thành phần trong cấu trúc nền như collagen, proteoglycans với tế bào. Chúng cũng giúp hàn gắn tổn thương ở các mô bằng cách gắn kết tiểu cầu trong qua trình đông máu và hỗ trợ cho việc di chuyển của tế bào trong quá trình lành thương (3)

### Laminin
Tương tự như Fibronectin, có chức năng như một chất gắn kết.

### Proteoglycans
Gồm các phân tử có khả năng giữ nước và dưỡng ẩm cho da.

## Các yếu tố gây suy yếu cấu trúc nền

### Tia UV trong ánh nắng mặt trời
Ánh nắng mặt trời được xem là "kẻ thù nguy hiểm nhất" của làn da và "chịu trách nhiệm" đến 80% nguyên nhân gây lão hóa da. Các tia UVA, UVB trong ánh nắng có thể tấn công da ngay cả khi mặc quần áo, đeo khẩu trang chống nắng, thậm chí ở trong bóng râm. Không những thế, sau khi ngưng tiếp xúc ánh nắng hàng giờ liền, làn da vẫn tiếp tục bị tia UV âm thầm gây hại, phá huỷ.
Tia UV tác động đến làn da kích thích tế bào sừng và nguyên bào sợi tăng sản sinh men tiêu hủy cấu trúc nền (Matrix Metalloproteinases - MMPs), làm các cấu trúc protein dạng sợi bị teo, đứt, cuộn lại thành những khối vô định hình, bất thường khiến da trở nên nhăn, chùng nhão, chảy xệ, lồi lõm. Đồng thời, men MMPs còn ngăn cản nguyên bào sợi sản sinh mới collagen, elastin... khiến cấu trúc nền không được phục hồi.
Nguy hiểm hơn, các tia UV từ ánh nắng mặt trời có thể làm thay đổi cấu trúc DNA của tế bào, dẫn đến ung thư da.

### Tuổi tác và lão hóa tự nhiên
Đối với phụ nữ, sự lão hóa tự nhiên trong cơ thể, đặc biệt là sự rối loạn nồng độ của bộ hormone nữ do hoạt động của hệ trục não bộ - tuyến yên - buồng trứng suy giảm có ảnh hưởng đáng kể đến cấu trúc nền. Sự rối loạn này dẫn đến suy giảm tổng thể sức khoẻ, sinh lý nữ, đặc biệt là tốc độ tuần hoàn máu giảm khiến da thiếu dinh dưỡng, mất vẻ hồng hào, sự thay đổi tế bào mới trở nên chậm chạp, khả năng duy trì độ ẩm kém, đồng thời các chất chuyển hóa có hại bên trong cơ thể cũng như từ môi trường làm gia tăng các men MMPs tiếp tục tấn công phá huỷ cấu trúc nền của da gây khô, nhăn, chùng nhão cho da...

### Hóa chất độc hại
Hóa chất độc hại trong khói thuốc lá, môi trường ô nhiễm, mỹ phẩm... khi xâm nhập vào da làm sản sinh những chất độc hại (ROS). Các chất này làm gia tăng hoạt động của men MMPs gây suy yếu cho cấu trúc nền khiến da mất nước, mỏng dần, tăng nếp nhăn, tăng sắc tố da.

### Căng thẳng
Khi phái đẹp căng thẳng lo âu, một lượng lớn cortisol - hormone gây stress - được giải phóng, phá vỡ cấu trúc protein dạng sợi, gia tăng tích lũy những rãnh gấp, tạo thành những nếp nhăn sâu trên da (8)..

## Bảo vệ cấu trúc nền bằng P.Leucotomos
Các nhà khoa học đã nghiên cứu và ứng dụng tinh chất thiên nhiên P. Leucotomos để bảo vệ cấu trúc nền, giúp "chống nắng từ bên trong" hiệu quả. (9) (10).
Nghiên cứu của ĐH Fairleigh Dickinson, ĐH Harvard (Mỹ) khẳng định, dùng tinh chất thiên nhiên P. Leucotomos qua đường uống giúp bảo vệ cấu trúc nền của da nhờ giảm tác động của men MMPs, từ đó làm căng da, giảm nhăn, phòng ngừa lão hóa da. Tinh chất này còn làm sáng da, giúp giảm hoạt động của tế bào hắc tố gây sạm da đến 50%, đồng thời kích thích nguyên bào sợi tăng sản sinh elastin, collagen, giúp chống viêm, tăng cường hệ miễn dịch của da.
Một nghiên cứu khác của tác giả Caccialanza vào năm 2011 trên 53 bệnh nhân có tình trạng dị ứng ánh nắng mặt trời vô căn, hơn 73% đã giảm đáng kể các triệu chứng phản ứng hoặc kích ứng da khi dùng 480 mg PL mỗi ngày qua đường uống. (11).